# Ташискари
Ташискари (груз. ტაშისკარი) — село в Грузии. Находится в Хашурском муниципалитете края Шида-Картли. Высота над уровнем моря составляет 720 метров. Население — 360 человек (2014).

## Известные жители и уроженцы
- Иван Назоевич Хачидзе (1897 — ?) — Герой Социалистического Труда.